# 北京天骄航空产业投资有限公司
北京天骄航空产业投资有限公司（英文名：Beijing Skyrizon Aviation Industry Investment Co., Ltd.）是一所由王靖发起成立于2014年10月的中国民营企业，从事航空发动机、航空航天零部件的研发与设计。

## 收购乌克兰马达西奇
在公司成立后不久，北京天骄航空就与乌克兰政府以及马达西奇公司进行合作，计划引进乌克兰专家，在重庆建设航空发动机制造基地。
2019年，曾经传出乌克兰反垄断部门批准北京天骄航空和信威集团持有马达西奇超过50%的股权的不实消息，但12月17日上市公司信威集团对此做出澄清，称乌克兰反垄断委员会尚未正式批准收购。
2020年，乌克兰反垄断委员会多次拒绝了中资对马达西奇收购的反垄断申请，中方对此提起了诉讼。
2020年12月，美国商务部以“涉嫌危害国家安全”为由制裁北京天骄航空。
2021年1月，乌克兰总统泽连斯基签署法令，对北京天骄航空和实际控制人王靖实施制裁。